# 罗斯玛丽·哈里斯
罗斯玛丽·哈里斯（英語：Rosemary Harris，1927年9月19日—），曾获黄金时段艾美奖迷你影集／电视电影最佳女主角的英国女演员。